# Gmina Dzwola
Die Gmina Dzwola ist eine Landgemeinde im Powiat Janowski der Woiwodschaft Lublin in Polen. Ihr Sitz ist das gleichnamige Dorf mit mehr als 900 Einwohnern.

## Gliederung

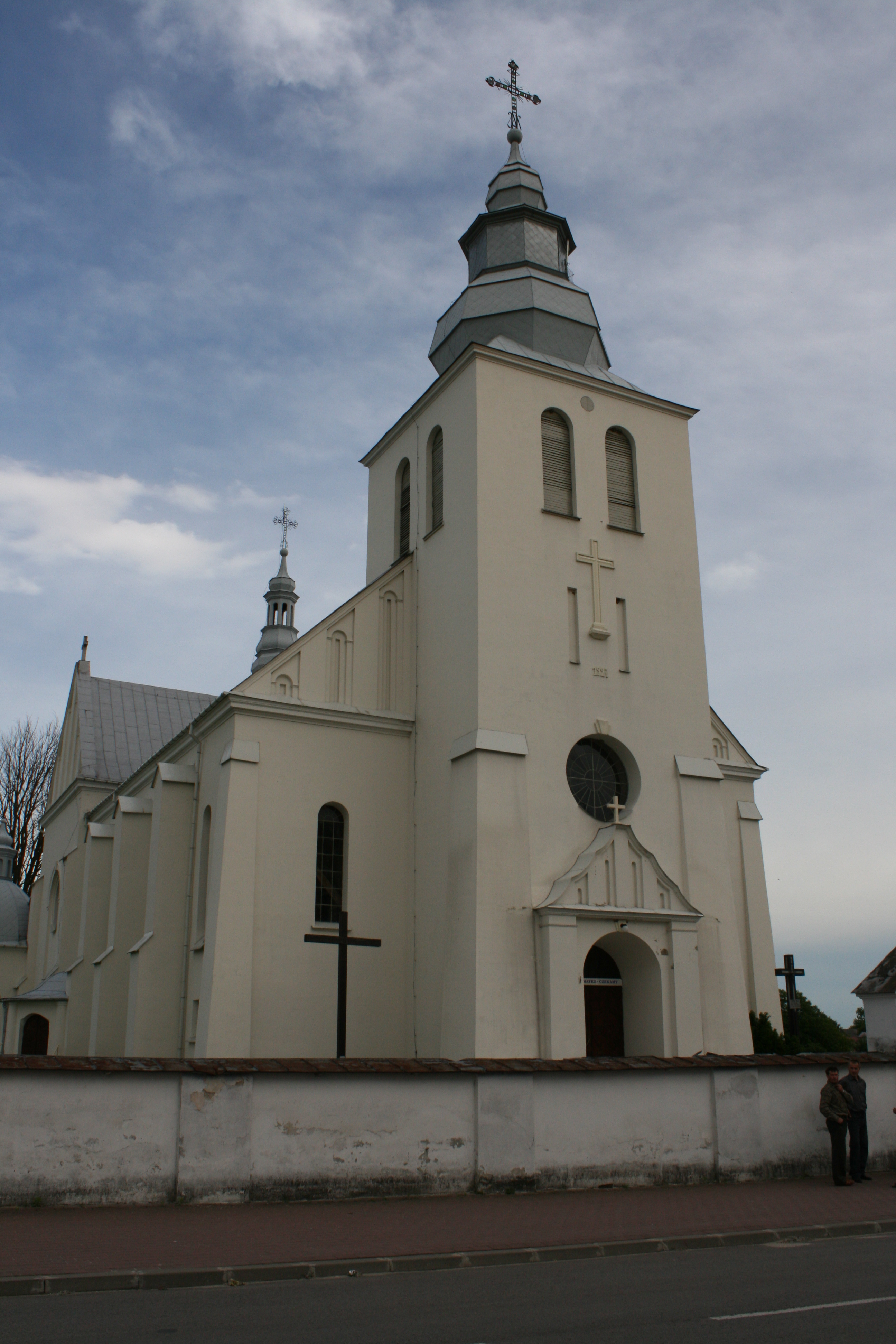
Kirche in Dzwola

Zur Landgemeinde Dzwola gehören folgende 17 Ortschaften mit einem Schulzenamt:
Branew Ordynacka
Branew Szlachecka
Branewka
Branewka-Kolonia
Dzwola
Flisy
Kapronie
Kocudza Pierwsza
Kocudza Druga
Kocudza Trzecia
Kocudza Górna
Konstantów
Krzemień Pierwszy
Krzemień Drugi
Władysławów
Zdzisławice
Zofianka Dolna
Weitere Orte der Gemeinde sind Flisy (leśniczówka) und Zdzisławice (gajówka).